# Vakuum-Super-Isolation
Unter der Bezeichnung Vakuum-Super-Isolation (VSI) wurde in den 1980er Jahren bei der Firma Messerschmitt-Bölkow-Blohm (MBB) in Bremen eine neue Produktfamilie entwickelt, die ihren Ursprung in der Weltraumtechnik hatte. Der Grundgedanke war, durch ein Hochvakuum (p ≈ 0,1 Pa), wie es im Weltraum vorhanden ist, eine Vakuumwärmedämmung zu schaffen, die sowohl Kälte als auch Wärme dämmt. Die verwendeten Materialien waren rostfreier Stahl und umweltfreundliche Stützmineralien.

## Produktlinien

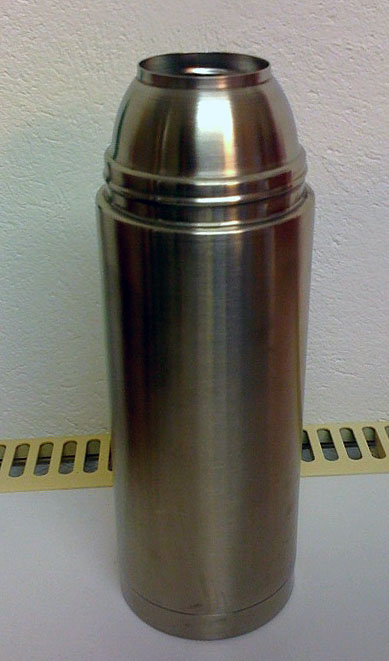
VSI-Thermosflasche ohne Deckel

Es wurden mehrere VSI-Produktlinien entwickelt:
- VSI-Behälter: Hierzu gehören die heute im Handel käuflichen Thermosflaschen aus rostfreien Stahl, Dewargefäße und Großbehälter (z. B.: ERNO-Vacuumsupergedämmter-HybridwärmespeicherTyp HWS-78 /Typ HWS-52 mit je 450 Liter) als Wärmespeicher. Beispiel: Die VSI-Stahl-Thermosflasche, erfunden von ERNO als Vakuum-Super-Isolation-Behälter (VSI) in Bremen.
- VSI-Rohrleitungen: Hierzu gehören dünne Kälterohre (NW 100–200 mm) und dickere Wärmerohre (NW 500 mm, 12 Meter lang)
- VSI-Flachplatten: Hierzu gehören Flachplatten, die zur Dämmung von LKW-Kühlwagen, Kühlschränke und Kühllager geeignet sind. Diese Elemente werden auch als Vakuumdämmplatte (Vakuumisolationspaneel) für Wärmedämmungen von Gebäuden angeboten.
- VSI-Formstücke: Hierunter werden beliebig geformte Isolierplatten verstanden. Solche wurden z. B. als Dämmung im Europäischen transsonischen Windkanal (ETW) in Köln verbaut.